# Mario Carli
Mario Carli (San Severo, 30 dicembre 1888 – Roma, 9 settembre 1935) è stato uno scrittore, giornalista e poeta italiano.
Personaggio indocile e ribelle, fondatore di numerose riviste di avanguardia tra cui L'Italia futurista, diede con il suo lavoro una coscienza politica all'arditismo e fu fautore assieme a Filippo Tommaso Marinetti di un "futurismo politico".

## Biografia
Nato a San Severo da padre romagnolo e madre pugliese, maturò artisticamente a Firenze collaborando con alcune riviste locali: La difesa dell'arte (1900-1910), Il centauro (1912-1913), La rivista (1913). Negli anni dieci incontrò Filippo Tommaso Marinetti, con il quale strinse una profonda amicizia che resterà inalterata fino all'ultimo e aderì al Futurismo, partecipando attivamente alla cosiddetta "pattuglia azzurra". Durante quegli anni diede vita, con tutto il gruppo umano con cui aveva redatto quelle riviste, alla celeberrima L'Italia futurista, la pubblicazione più rappresentativa del pensiero futurista durante la guerra, una rivista di avanguardia che divenne il punto di riferimento per tutta una generazione di giovani assetati di novità e che accoglieva gli esperimenti di chiunque. Di quel gruppo facevano parte Emilio Settimelli, Bruno Corra, Arnaldo Ginna e Remo Chiti.
Allo scoppio della Grande Guerra fu esonerato dal servizio al fronte a causa di una forte miopia ed assegnato a compiti amministrativo-burocratici ad Avellino. Ma la "voglia di trincea" di Carli era talmente forte che prima si aggregò ad un reparto di zappatori come volontario, poi nel 1917, con la creazione degli Arditi, si arruolò nel 18º reparto d'assalto, un reparto d'élite. Da semplice soldato, ben presto diventa capitano del Regio Esercito conquistando sul campo la medaglia d'argento al valore e la croce di guerra.
Nell'estate del 1918, assieme a Marinetti e a Emilio Settimelli, dà vita a Roma Futurista, una vera e propria tribuna dell'arditismo futurista. Già nel primo numero pubblica un appello alle Fiamme nere (il simbolo che figurava sui baveri delle divise degli Arditi della fanteria), nel quale getta le basi per la creazione di una piattaforma politica nella quale avrebbero dovuto convergere i soldati che avevano fatto parte delle truppe d'assalto.
(Mario Carli, A me, Fiamme nere!)
Sul numero 9 del 10 dicembre dello stesso anno pubblicherà un secondo proclama, Associazione tra gli Arditi di Italia, che darà il via alla costituzione dell'Associazione che verrà fondata a Roma il 1º gennaio 1919.
Nello stesso periodo in diverse città italiane si organizzavano e nascevano i "fasci futuristi", di poco antecedenti i Fasci di combattimento, e Carli diede vita a Roma al Fascio Futurista, la cui direzione mantenne fino a quando per punizione fu trasferito a Cremona. Aveva infatti tenuto un infuocato comizio a favore di Fiume e Dalmazia e si era posto alla testa, lui ufficiale dell'esercito italiano, di una manifestazione di Arditi nel corso della quale Vittorio Emanuele Orlando, delegato alla Conferenza di Parigi ove si batteva per l'annessione di Fiume all'Italia, era stato portato in trionfo nel tragitto dalla stazione ferroviaria al Quirinale.
Il 23 marzo 1919 fu tra i sansepolcristi all'atto di fondazione dei Fasci italiani di combattimento durante l'adunata di piazza San Sepolcro a Milano.
L'11 maggio 1919 fonda, assieme a Ferruccio Vecchi, una nuova testata, L'Ardito, che pochi giorni dopo la sua nascita venne interdetta nelle caserme in quanto, in risposta alla proposta di alcuni generali di usare le Fiamme in funzione antisovversiva, Carli rispose con il famoso articolo Arditi non gendarmi.

### L'impresa di Fiume
Giornalista di successo, prese subito parte all'Impresa di Fiume. A Fiume fece gruppo con Mino Somenzi, uno dei numerosi ebrei che aderirono al fascismo, con i futuristi Cesare Cerati e Angelo Scambelluri, ma soprattutto con l'aviatore Guido Keller che Carli nel suo romanzo Trillirì definirà: «Spirito sottile, arguto e pensoso, aveva doti futuriste di demolitore e sfottitore. Conosceva la frenesia dell'azione e la calma superiore della cerebralità pura. Amava la vita da uomo immaginoso e beffardo, che sapeva giocare con le cose e con gli uomini, e inventare divertimenti paradossali».
Nel febbraio del 1920 fonda La Testa di ferro, giornale ideato per i legionari fiumani. Sulle pagine de  La Testa di ferro Carli prende posizioni molto radicali e poco ortodosse. È l'epoca in cui il giornalista pugliese subisce il fascino della rivoluzione russa, assunta come modello per un assalto definitivo allo stato liberale, senza mostrare tuttavia una sincera adesione alle promesse ideologiche del bolscevismo (si può parlare più propriamente di anarco-futurismo). Due citazioni che riguardano il periodo fiumano:
(Mario Carli in Con D'Annunzio a Fiume)
Proprio a causa della linea editoriale eterodossa de La Testa di ferro, nonostante gli elogi di Gabriele D'Annunzio, il comando della Reggenza del Carnaro lo invitò a trasferire la redazione della rivista a Milano. Ciò comportò anche un momentaneo allontanamento dalla linea mussoliniana.
Alla vigilia del "Natale di sangue", Carli con Cesare Cerati e l'aiuto di alcuni anarchici progettò un attentato esplosivo ai danni della centrale elettrica di Milano da compiersi il 28 dicembre 1920. Inoltre dalle colonne de La Testa di ferro esortava i cittadini all'insurrezione armata. Proprio per questo fu arrestato e tenuto in prigione.

### Il fascismo futurista

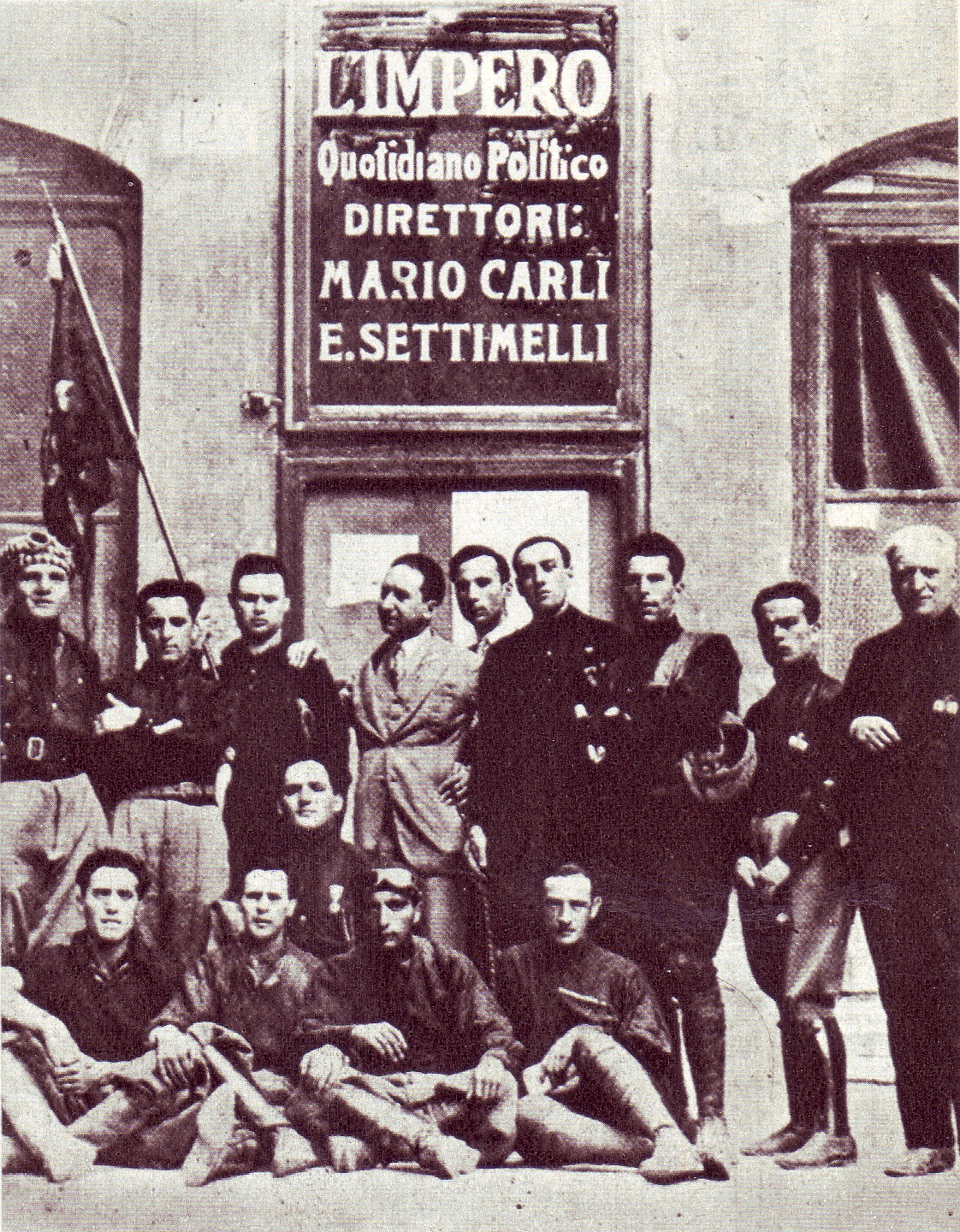
Mario Carli (abito chiaro) al quotidiano L'Impero e la squadra d'azione "Me ne frego" di Bologna

Concluso il periodo di Fiume, Carli, assieme all'amico e scrittore Emilio Settimelli, si avvicina all'ambiente monarchico e il 21 aprile 1922 fonda Il Principe, testata che raccoglie i transfughi futuristi che non seguono Marinetti e (non ancora) Mussolini. Tra gli altri: Volt, Mario Dessy, Bruno Corra, Ernesto Daquanno.
Dopo queste alterne vicende, a seguito della Marcia su Roma, aderì definitivamente al fascismo e, con Emilio Settimelli, l'11 marzo 1923 fondò il quotidiano L'Impero. Il giornale fondato da Carli ha innanzitutto il merito di ricomporre le frammentazioni che si crearono durante gli anni tra la fine della prima guerra mondiale e la Marcia su Roma. Difatti Marinetti firmò con Carli e Settimelli il manifesto de L'impero italiano (25 aprile 1923) e molti di quanti parteciparono alle precedenti iniziative editoriali di Carli iniziarono a collaborare con il nuovo organo di stampa.
Con questa nuova esperienza Carli si mise a sentinella del fascismo radicale ed intransigente, in aperta e aspra polemica con quegli intellettuali liberali che accorrevano sul carro del vincitore. C'era nel Carli de L'impero «la ricerca d'una nuova atmosfera (che) avvenne all'insegna di un "fascismo intransigente", che implicava l'individuazione di un moderno stile di vita..»
L'esperienza de L'impero si concluse nei primi anni trenta.

### Attività consolare e decesso
Tra il 1930 e il 1932 intraprese una nuova esperienza editoriale con Oggi e domani, il cui termine coincise con la sua nomina a console generale d'Italia a Porto Alegre, in Brasile, poi a Salonicco, in Grecia dove risiedette dal 1934 al 1935.
Colpito da un male incurabile, fece rientro a Roma dove, il 9 settembre 1935, morì all'età di 47 anni. Riposa nel cimitero monumentale del Verano. Al riguardo l'ardito Piero Bolzon disse: «Che Carli dovesse morire di morbo lento è terribile, è pena, cui non so tuttora adattarmi. Solo una fine eroica, che gli fallì, sarebbe stata degna di così eccezionale giovinezza».

## Opere
Carli ha scritto numerose opere, tra cui il romanzo sperimentale Retroscena (1915) e il libro Con d'Annunzio a Fiume (1920), che trae spunto dalla sua partecipazione alla celebre impresa dannunziana. Nel 1923 pubblicò La mia divinità, un testo nel quale racchiuse la sua produzione poetica, formata da poemetti in prosa, tra cui spicca Notti filtrate, considerato un testo presurrealistico di grande rilievo, e come tale presente in numerose antologie. Il poemetto contiene, come si legge in apertura, "dieci momenti di lirico sonnambulismo, nei quali i ricordi e le immagini si coagulano in essenza, lasciando filtrare la inutile zavorra dei legamenti coordinatori".
La recente rivalutazione del futurismo ha fatto di Carli un personaggio assai considerato. Al centro della sua produzione c'è l'esaltazione del dinamismo esistenziale, nella convinzione che la vita sia energia, sforzo di realizzare le proprie possibilità, sprezzando i pericoli e i sacrifici.

### Elenco delle opere
- Retroscena, 1915.
- Notti filtrate, L'Italia Futurista, Firenze, 1918
- Sii brutale amor mio! Romanzo-battaglia, Impresa Editoriale Ugoletti (Coop. Tip. «Luzzatti»), Roma, 1919.
- Noi arditi, Facchi Editore, Milano, 1919.
- Con d'Annunzio a Fiume, Facchi, Milano 1920.
- Addio mia sigaretta , Istituto Editoriale Italiano, Milano, 1920.
- Trillirì, S.T.E. Porta, Piacenza 1922.
- La mia divinità, Casa Ed. Berlutti, Roma 1923.
- Fascismo Intransigente, Bemporad e Figlio, Firenze 1926.
- Colloqui coi vivi , Istituto Editoriale del Littorio, 1928.
- Cervelli di ricambio, Istituto Editoriale del Littorio, Roma, 1928.
- Arditismo, Augustea, Roma-Milano, 1929.
- Antisnobismo, Casa Editrice Morreale, Milano, 1929.
- L'italiano di Mussolini (romanzo), Milano, Mondadori, 1930.
- Il mio cuore fra i reticolati, Ceschina, Milano, 1934 (scritto nel 1918)
- Incontro con Bottai, con Bruno D'Agostini, Roma, Casa Editrice Pinciana, 1938.
- Il Nostro Bolscevismo, Società Editrice Barbarossa, 1996.
- Fascismo intransigente, Società Editrice Barbarossa, Milano, 2007.
- Notti filtrate e altri scritti, a cura di Francesco Magliuolo, Marchese Editore, Napoli, 2009.
- Con d'Annunzio a Fiume, Aga Editrice, 2013.
- Trillirì, Aga Editrice, 2013.
- Il mio cuore fra i reticolati, Aga Editrice, 2014.
- Le seduzioni. Tre racconti, con un saggio introduttivo di Barbara Meazzi, Napoli, Diana, 2021.